# (2207) Антенор
(2207) Антенор (др.-греч. Ἀντήνωρ) — троянский астероид Юпитера, двигающийся в точке Лагранжа L5, в 60° позади планеты. Астероид был открыт 19 августа 1977 года советским астрономом Николаем Черных в Крымской обсерватории и назван в честь Антенора, друга и советника Приама.

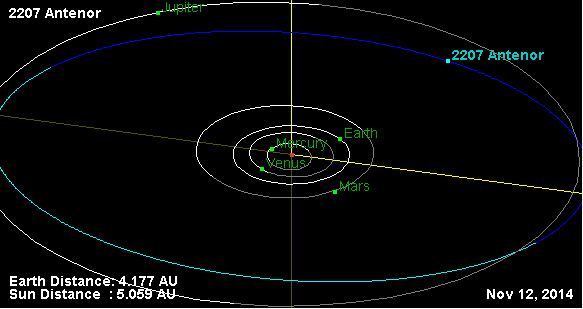
Орбита астероида Антенор и его положение в Солнечной системе

Фотометрические наблюдения, проведённые в 1996 году, позволили получить кривые блеска этого тела, из которых следовало, что период вращения астероида вокруг своей оси равняется 7,965 ± 0,002 часам, с изменением блеска по мере вращения 0,09 ± 0,01 m.